# Klaus Salin
Klaus Salin (19 de junio de 1919 – 15 de septiembre de 1973) fue un bailarín y actor finlandés.  

## Biografía
Su nombre completo era Klaus Torsten Salin, y nació en Helsinki, Finlandia. Era hermano menor del actor Holger Salin.
Fue bailarín solista de la Ópera Nacional de Finlandia entre 1945 y 1946, y desde 1949. Fue primer bailarín desde 1956 a 1967 y maestro de ballet en 1966–1967. Salin y su esposa, la bailarina Irja Koskinen, fundaron una escuela de ballet en Helsinki en el año 1953.
Salin y la bailarina Orvokki Siponen formaron en los años 1940 el dúo de danza más famoso de Finlandia, Orvokki Siponen & Klaus Salin. Ambos actuaron, entre otros shows en el espectáculo de revista de Maaselän Radio Budapestin Juliska, estrenado el 1 de marzo de 1944. 
Además, Klaus Salin actuó en varias películas con papeles de bailarín, entre ellas Aktivistit (1939) y Mitäs me taiteilijat (1952), en las cuales también participaba su esposa. 
Por su trayectoria artística, fue galardonado en el año 1957 con la Medalla Pro Finlandia.
Klaus Salin falleció en 1973 en Helsinki.